# Justiniac
Justiniac är en kommun i departementet Ariège i regionen Occitanien i södra Frankrike. Kommunen ligger  i kantonen Saverdun som ligger i arrondissementet Pamiers. År 2022 hade Justiniac 58 invånare.

## Befolkningsutveckling
Antalet invånare i kommunen Justiniac
Referens: INSEE